# 无毛定理
1973年，史蒂芬·霍金、布兰登·卡特等人证明約翰·惠勒提出的无毛定理（No Hair Theorem）。根據約翰·惠勒的說法
，黑洞只有质量、角动量以及电荷三个不能变为电磁辐射的守恒量，其他的信息全都丧失了，幾乎沒有形成它的物質所具有的任何複雜性質。黑洞不存在如立方體、椎體或其他有凸起的形態，因此称为黑洞的无毛定理。